# Eleutherodactylus reticulatus
Eleutherodactylus reticulatus (tên tiếng Anh: Ranita Nublada Reticulada) là một loài ếch trong họ Leptodactylidae. Chúng là loài đặc hữu của Venezuela.
Môi trường sống tự nhiên của nó là các khu rừng vùng núi ẩm nhiệt đới hoặc cận nhiệt đới.